# Relaciones Camerún-España
Las relaciones Camerún-España son las relaciones internacionales entre estos dos países. Camerún tiene una embajada en Madrid. España tiene una embajada en Yaundé.

## Relaciones diplomáticas
Se han cumplido más de 50 años desde la apertura de la Embajada en Yaundé, y desde entonces nuestras relaciones se han ido profundizando en los distintos ámbitos. Las relaciones políticas se concretaron en el Memorando de Entendimiento en materia de consultas políticas, de abril de 2009, firmado por ambos Ministros en visita de este MINREX a Madrid.
Posteriormente se han firmado dos acuerdos bilaterales:
- Convenio de lucha contra la delincuencia en enero de 2011.
- Acuerdo de cooperación aérea en noviembre de 2012.

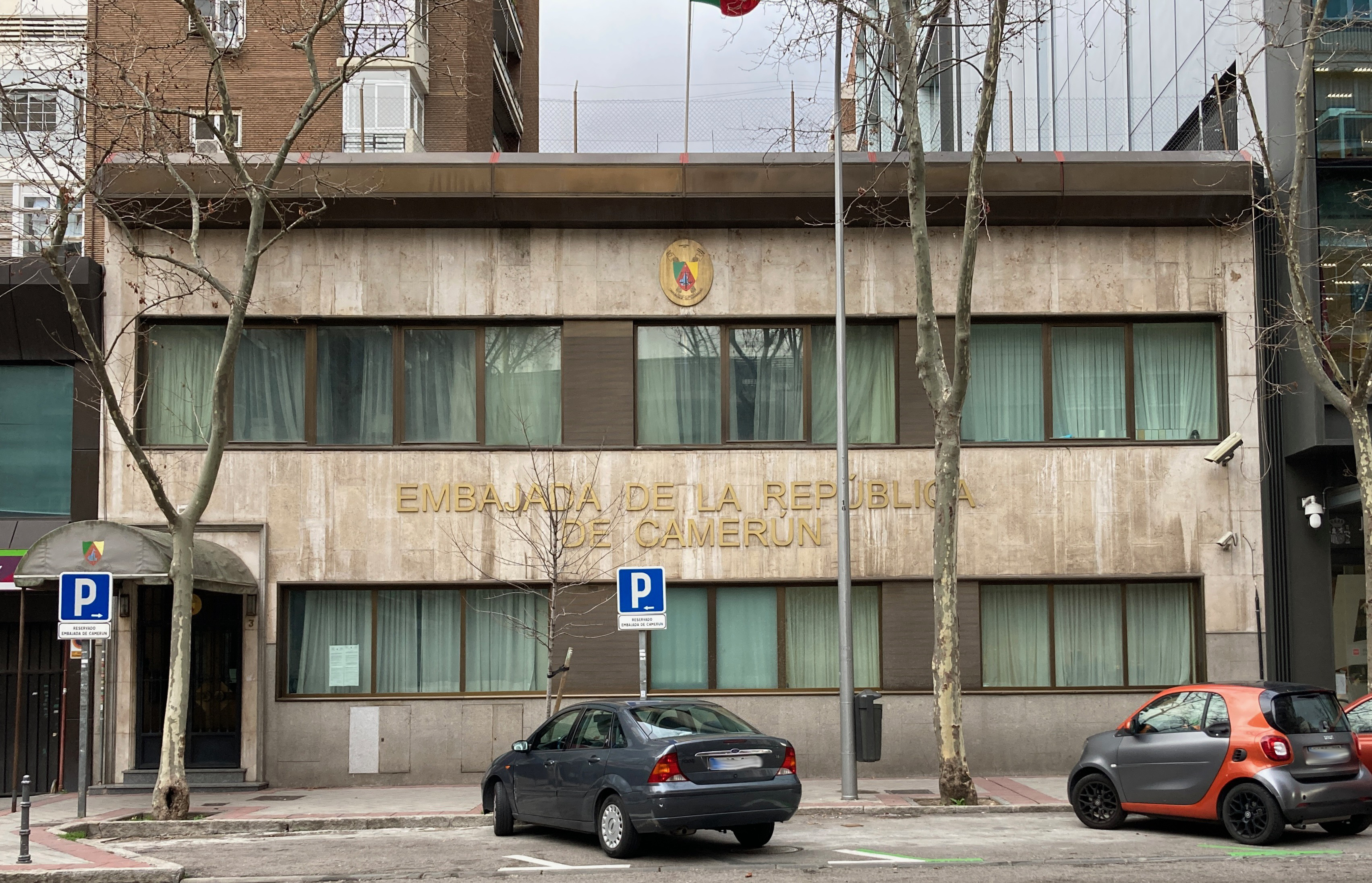
Embajada de Camerún, Madrid

España sigue mostrando su voluntad de participar activamente en el refuerzo de la seguridad en el Golfo de Guinea, tanto a nivel general de NNUU como de la Unión Europea (Programa de Rutas Marítimas Críticas de la Comisión). A nivel bilateral desde 2011 hicieron ejercicios con la marina camerunesa patrulleros: el Centinela, del 17 al 24 de marzo, y el Cazadora, del 31 de octubre al 3 de noviembre. Del 6 al 9 de marzo de 2012 lo hizo el patrullero Vencedora, como contribución del Plan de Diplomacia de Defensa al Plan África, y del 6 al 8 de enero de 2013, el Relámpago, y del 29 de marzo al 2 de abril de 2014 el Infanta Elena.

## Relaciones económicas
La balanza comercial ha sido tradicionalmente deficitaria para España por ser Camerún un gran proveedor de hidrocarburos. Camerún es el 61.er país proveedor de España. El saldo negativo se ha visto compensado en los últimos años por la contracción y posterior atonía de la demanda interna española. Sin embargo, se aprecia en los datos adelantados de 2014 un regreso a la situación original: unos 400 o 500 millones de déficit por año.
Las perspectivas pueden cambiar si el precio del crudo se mantiene en los niveles de finales de 2014. Al ser el principal producto importado por España, un descenso sostenido del precio del petróleo puede abaratar la factura de importación.

## Cooperación
Camerún no es país prioritario en el Plan director de la Cooperación española, por lo que no existe Oficina Técnica de Cooperación (OTC) en el país. Hasta el año 2012, la Convocatoria Abierta y Permanente (CAP) de la AECID y la convocatoria ordinaria y extraordinaria de subvenciones para ONG’s han sido los dos principales instrumentos de cooperación al desarrollo de Camerún.
La parte más importante de la cooperación al desarrollo la realizan las congregaciones religiosas, especialmente en salud y educación, y más recientemente por varias ONGD. Ambos reciben en ocasiones ayudas de la Administración central y muy en particular de las Autonomías y la Administración local. El proyecto de Cruz Roja española finalizado en 2012 y financiado por AECID para refugiados chadianos, y sobre todo de RCA, ha sido un referente de nuestra cooperación.
Actualmente existe un proyecto en el mismo ámbito desarrollado por la ONG Red Deporte y Cooperación con financiación de la AECID. Casa África continúa potenciando la presencia de cameruneses en sus programas. Desde el año 2011, esta financiación se ha visto reducida significativamente. Entre las ONG’s españolas con sede en Camerún destacan: Red Deporte y Cooperación, Zerca y Lejos, Globalmón, Medicus Mundi, Agermanament y CEIBA. Otras ONGs financian proyectos, especialmente de congregaciones religiosas, como Manos Unidas o PROCLADE.